# Glenmavis
Glenmavis est un village situé dans le North Lanarkshire, en Écosse.